# Encyclopedia of Triangle Centers
Die Encyclopedia of Triangle Centers (ETC) ist eine Online-Liste mit über 65.000 (Stand 27. August 2024) Dreieckspunkten. Sie wird gepflegt durch Clark Kimberling, Professor für Mathematik an der University of Evansville.
Jedem Eintrag in der Liste wird eine sogenannte Kimberling-Nummer in der Form X(n) zugewiesen. Zu den Informationen zu jedem Punkt gehören seine trilinearen und baryzentrischen Koordinaten sowie seine Lage zu Geraden, die andere identifizierte Punkte verbinden. Die ETC bietet auch ein Glossar von Begriffen und Definitionen an.
Die 400 wichtigsten Dreieckspunkte der Online-Enzyklopädie publizierte Kimberling 1998 zudem in Buchform unter dem Titel Triangle Centers and Central Triangles.

## Liste einiger Dreieckspunkte mit Kimberling-Nummer
| Name                                          | Nummer |
| --------------------------------------------- | ------ |
| Inkreismittelpunkt                            | X(1)   |
| Schwerpunkt                                   | X(2)   |
| Umkreismittelpunkt                            | X(3)   |
| Höhenschnittpunkt (Orthozentrum)              | X(4)   |
| Mittelpunkt des Feuerbach-Kreises             | X(5)   |
| Lemoine-Punkt (Symmedianenpunkt, Grebe-Punkt) | X(6)   |
| Gergonne-Punkt                                | X(7)   |
| Nagel-Punkt                                   | X(8)   |
| Mittenpunkt                                   | X(9)   |
| Spieker-Punkt (Spieker-Zentrum)               | X(10)  |
| 1. Fermat-Punkt                               | X(13)  |
| 2. Fermat-Punkt                               | X(14)  |
| 1. isodynamischer Punkt                       | X(15)  |
| 2. isodynamischer Punkt                       | X(16)  |
| 1. Napoleon-Punkt                             | X(17)  |
| 2. Napoleon-Punkt                             | X(18)  |
| Clawson-Punkt                                 | X(19)  |
| Longchamps-Punkt                              | X(20)  |
| Schiffler-Punkt                               | X(21)  |
| Exeter-Punkt                                  | X(22)  |
| Bevan-Punkt                                   | X(40)  |
| Kosnita-Punkt                                 | X(54)  |
| Tarry-Punkt                                   | X(98)  |
| Steiner-Punkt                                 | X(99)  |
| Isoperimetrischer Punkt                       | X(175) |
| 1. Vecten-Punkt                               | X(485) |
| 2. Vecten-Punkt                               | X(486) |

## Belege
1. ↑  Clark Kimberling: This is PART 21: Centers X(40001)–X(42000). In: faculty.evansville.edu. Encyclopedia of Triangle Centers – ETC, 7. November 2020, abgerufen am 7. November 2020.